# Barenaked Ladies
Barenaked Ladies (с англ. — «Обнажённые дамы») — канадская альтернативная рок-группа, которая была организована в 1988 году в пригороде Торонто. Они известны своими полушутливыми хитами «One Week» (1-е место в Billboard Hot 100, 1998), «If I Had $1000000» и другими, которые исполняются на концертах и в клипах в комической манере. Исполнение песен на живых выступлениях перемежается юмористической болтовнёй и импровизированным рэп-речитативом. Группа также написала и исполнила главную тему сериала «Теория Большого взрыва», а также звучащую в серии «Теорема Купера-Новицки» этого же сериала песню «Be My Yoko Ono» (рус. «Будь моей Йоко Оно»). Также группа появляется в одной из серий сериала «Зачарованные» (The Charmed) — 3.01 «The Honeymoon’s over» в качестве приглашённой группы в клубе трёх сестёр «P3».

## Состав
- Эд Робертсон — вокал, бэк-вокал, гитара, бас, барабаны, синтезатор (c 1988 — настоящее время)
- Джим Кригган — вокал, бэк-вокал, контрабас, бас-гитара, гитара, ударные, домра, скрипка (c 1988 — настоящее время)
- Кевин Хирн — вокал, бэк-вокал, клавишные, гитара, аккордеон, мандолина (c 1995 — настоящее время)
- Тайлер Стюарт — ударные, перкуссия, бэк-вокал (c 1991 — настоящее время)

### Бывшие участники
- Энди Кригган — гитара, клавишные, перкуссия (с 1990 по 1995)
- Стивен Пейдж — вокал, гитара, флейта (с 1988 по 2009)

## Дискография
- «Buck Naked» (Обнажённый самец) — 1990
- «Barenaked Lunch» (Завтрак голышом), или «The Pink Tape» (Розовый альбом) — 1991 (мини-альбом)
- «Barenaked Ladies» (Обнажённые женщины), или «The Yellow Tape» (Жёлтый альбом) — 1991 (мини-альбом)
- «Variety Recordings» (Различные записи) — 1991 (мини-альбом)
- «Gordon» — июль 1992
- «Maybe You Should Drive» (Может быть, ты поведёшь?) — август 1994
- «Born on a Pirate Ship» (Рождённый на пиратском корабле) — март 1996
- «Stunt» (Трюк) — июль 1998
- «Maroon» (Отшельник) — сентябрь 2000
- «Everything to Everyone» (Всё всем) — октябрь 2003
- «Barenaked for the Holidays» (Обнажённые на праздники) — октябрь 2004
- «Barenaked Ladies Are Me» (Обнажённые женщины − это я) — сентябрь 2006
- «Barenaked Ladies Are Men» (Обнажённые женщины − это мужчины) — февраль 2007
- «Snacktime» (Полдник) — 2008
- «All in Good Time» (Всему своё время) — 2010
- «Grinning Streak» (Ухмыляющаяся полоса) — 2013
- «Silverball» (Серебряный шар) — 2015
- «Ladies and Gentlemen: Barenaked Ladies and The Persuasions» — 2017
- «Fake Nudes» — 2017
- «Detour de Force» — 2021